# Chicago Sky 2009
La stagione 2009 delle Chicago Sky fu la 4ª nella WNBA per la franchigia.
Le Chicago Sky arrivarono quarte nella Eastern Conference con un record di 16-18, non qualificandosi per i play-off.

## Roster
| N° | Naz.                   | Ruolo | Sportivo        | Anno | Alt. | Peso |
| -- | ---------------------- | ----- | --------------- | ---- | ---- | ---- |
| 1  | Stati Uniti (bandiera) | A     | Tamera Young    | 1986 | 188  | 77   |
| 3  | Stati Uniti (bandiera) | GA    | Dominique Canty | 1977 | 175  | 73   |
| 4  | Stati Uniti (bandiera) | AC    | Candice Dupree  | 1984 | 188  | 73   |
| 5  | Stati Uniti (bandiera) | G     | Erin Thorn      | 1981 | 178  | 68   |
| 7  | Stati Uniti (bandiera) | G     | Kristi Toliver  | 1987 | 170  | 59   |
| 8  | Stati Uniti (bandiera) | A     | Mistie Bass     | 1983 | 191  | 83   |
| 11 | Stati Uniti (bandiera) | G     | Jia Perkins     | 1982 | 173  | 70   |
| 15 | Cina (bandiera)        | C     | Chen Nan        | 1983 | 196  | 93   |
| 21 | Stati Uniti (bandiera) | A     | Brooke Wyckoff  | 1980 | 185  | 83   |
| 22 | Stati Uniti (bandiera) | G     | Armintie Price  | 1985 | 175  | 60   |
| 32 | Stati Uniti (bandiera) | G     | K.B. Sharp      | 1980 | 175  | 68   |
| 34 | Stati Uniti (bandiera) | C     | Sylvia Fowles   | 1986 | 198  | 91   |
| 43 | Stati Uniti (bandiera) | A     | Shyra Ely       | 1983 | 188  | 83   |
| 44 | Stati Uniti (bandiera) | C     | Katie Feenstra  | 1982 | 203  | 109  |

## Staff tecnico
- Allenatore: Steven Key
- Vice-allenatori: Michael Mitchell, Stephanie White
- Preparatore atletico: Nick Rubel
- Preparatore fisico: Ann Crosby